# Camptolepis grandiflora
Camptolepis grandiflora är en kinesträdsväxtart som beskrevs av René Paul Raymond Capuron. Camptolepis grandiflora ingår i släktet Camptolepis och familjen kinesträdsväxter. Inga underarter finns listade i Catalogue of Life.